# Runic
Runic fue una banda española de folk metal/death metal melódico originaria de Castellón de la Plana, en la Comunidad Valenciana (España).
Sus letras están basadas en las tradiciones paganas, la mitología, las hazañas épicas y en homenajes a diversas bandas y compositores de música celta española (Luar Na Lubre) y bandas sonoras (Conan el Bárbaro). Ellos, además incorporan algunos instrumentos tradicionales de la música de folk (tales como gaitas, zanfoñas, violines, tambores, flautas, etc.), así como arreglos orquestales. La banda se formó en 2001 y desde entonces han publicado 2 álbumes: Awaiting the Sound of the Unavoidable (2001) y Liar Flags (2006). Además, han realizado multitud de conciertos en vivo, llegando a compartir cartel y escenario con los suecos Amon Amarth. El nombre de la banda es una referencia al sistema de escritura desarrollado por las antiguas culturas europeas, en concreto las nórdicas.

## Historia
Runic nació en Castellón de la Plana en el año 2001. Alguien definió el estilo de la banda como death metal melódico y épico, otros como viking metal, y el restó la catalogó como metal pagano; Runic considera su sonido como una mezcolanza de estas y otras vertientes. La banda siente una fuerte admiración por las culturas ancestrales, mitologías, y sus influencias sonoras más destacables provienen del death metal, del black metal y del folk, entre otros.
Runic pone a la venta su primer MCD, Awaiting the Sound of the Unavoidable durante ese mismo año (2001). Su grabación fue realizada en los estudios Rocketes de Castellón, producida y masterizada por Alberto Sales (también guitarra de Templario) y Runic. Incluía seis temas, cinco de ellos compuestos por Runic, y The Search, una adaptación al metal extremo de la banda sonora de Conan el Bárbaro, compuesta por el maestro Basil Poledouris. Runic decidió incluirla como tributo a este compositor y a una de sus más destacadas obras.
En aquellos días, Runic empezó a tratar con Indar Productions, y tras haber recibido su apoyo en la distribución, el disco empezó a aparecer en diversas revistas con críticas, entrevistas, discos recopilatorios, etc.
Las buenas relaciones entre la distribuidora y la banda, y la aún mejor aceptación de su demo debut, pronto tomarían forma en un acuerdo para una siguiente grabación.
La banda dedicó los dos años posteriores a la composición de nuevos cánticos, a tocar en diversos lugares de España, y a sustituir a algunos músicos y mejores compañeros, que en su día abandonaron la banda: Vicente (guitarra 2002), Alex (bajo 2003), Richarte (bajo 2003/2004), José (guitarra 2002/2006).
Durante la segunda mitad del 2005, Runic finalizó la nueva grabación, repitiendo en los estudios Rocketes, y nuevamente con Alberto a los mandos.
Liar Flags, título que recibe dicha grabación, incluye nueve cortes en los que la banda avanza por un sendero ya marcado por Awaiting the Sound of the Unavoidable, pero contando con una producción mucho mejor, nuevos sonidos, formas, atmósferas e instrumentos. Pero sobre todo, con el aroma de civilizaciones perdidas impregnando sus melodías.
Tras la salida de Liar Flags empezaron a surgir buenas críticas en todos los medios nacionales e internacionales como una de las referencias de lo mejor del 2006 y en consecuencia actuando en varios festivales (Metalway, Ripollet, Revoltallo, Alhama) con gran expectación a lo que se refiere a directos.
Erzsebet Records, subsello de Indar Productions, lleva actualmente la banda, habiendo preparado y acordado varias ediciones distintas para Liar Flags.
Tras un paréntesis de cuatro años, Runic se reúnen en 2012 para regresar a los escenarios. Pero tras un único concierto ya no se ha vuelto a saber nada de ellos. 

## Formación actual
- Juan (Pato): Vocal y guitarra
- Iván (Pirri): Guitarra
- David: Bajo
- Eneas: Teclados
- Rivas: Batería

### Ex-componentes
- Vicente: Guitarra (2002)
- Alex: Bajo (2003)
- Richarte: Bajo (2003/2004)
- José: Guitarra (2002/2006)

## Discografía
- Awaiting the Sound of the Unavoidable - 2001
- Liar Flags - 2006